# Jean Bolland
Jean Bolland (łac. Johannes Bollandus) (ur. 18 sierpnia 1596 w Julémont, niedaleko Liège – zm. 12 września 1665 w Antwerpii) – hagiograf katolicki, jezuita.
Dziełem jego życia było opracowanie żywotów świętych w V tomach (Acta sanctorum), w układzie odpowiadającym porządkowi roku liturgicznego, kontynuowane do 1940 przez wyznawców jego metody naukowej, zwanych bollandystami.
W 1612 wstąpił do zakonu jezuitów, w 1625 przyjął święcenia kapłańskie.